# Linognathoides cynomyis
Linognathoides cynomyis är en insektsart som beskrevs av Kim 1986. Linognathoides cynomyis ingår i släktet Linognathoides och familjen ledlöss. Inga underarter finns listade i Catalogue of Life.